# Gasthof „Weißes Roß“
Der Gasthof „Weißes Roß“ liegt an der Meißner Straße 148 im Radebeuler Stadtteil Serkowitz dort, wo sich die Lößnitzgrundbahn mit der Lößnitzbahn, einer ehemals meterspurigen Überlandstraßenbahn, kreuzt. Die Lößnitzbahn ist heute die Dresdner Straßenbahnlinie 4.

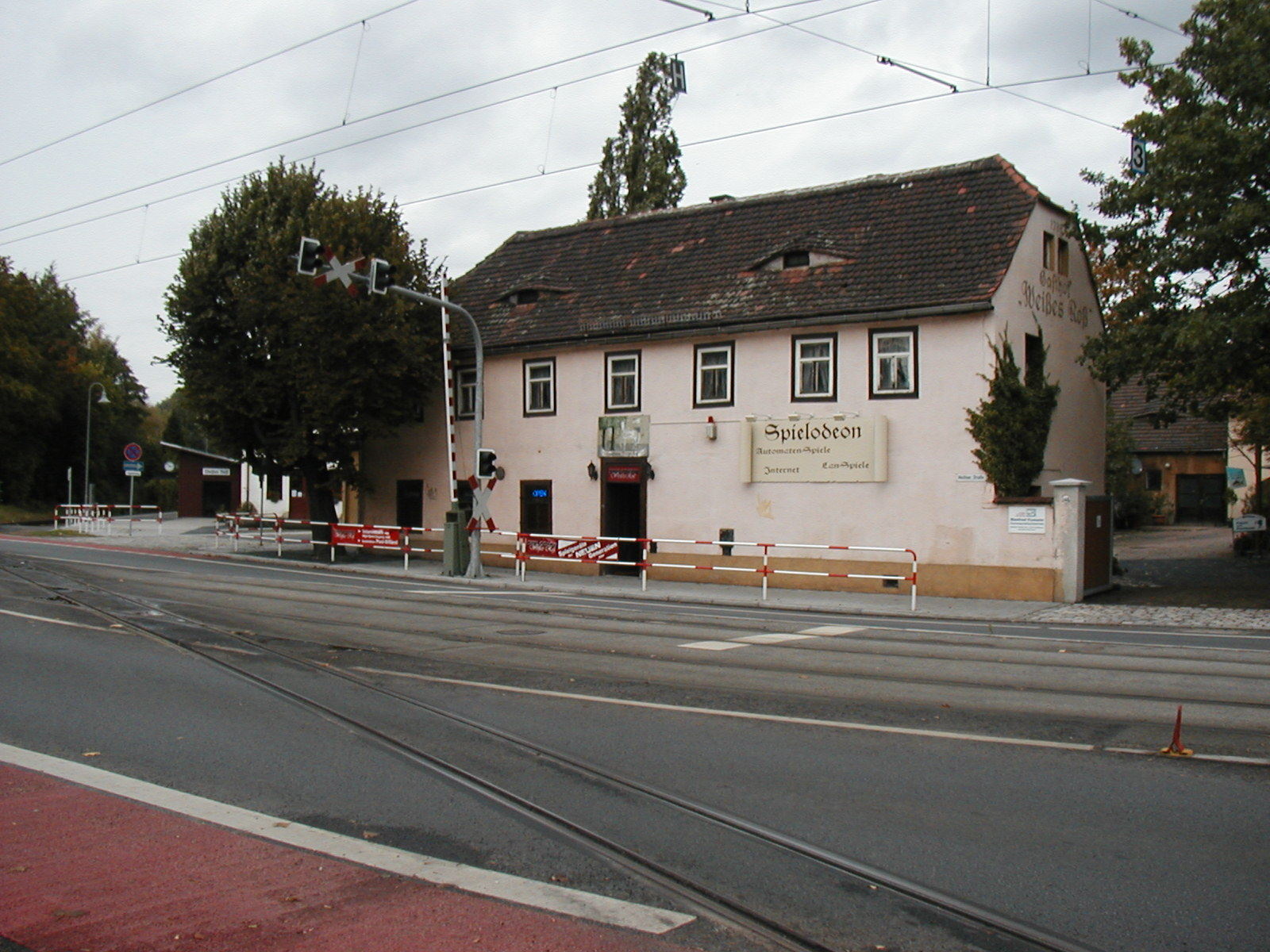
Gasthof „Weißes Roß“, 2007. Links im Hintergrund der Haltepunkt. Auf der Straße ist die Überkreuzung von Schmalspurbahn (Lößnitzgrundbahn) und Straßenbahn (ehem. Lößnitzbahn) zu sehen.

Das bereits zu DDR-Zeiten unter Denkmalschutz stehende Anwesen mit Stallungen und Nebengebäuden wurde 1788 mit voller Gasthofsgerechtigkeit an der Poststraße zwischen Dresden und Meißen errichtet.

## Beschreibung

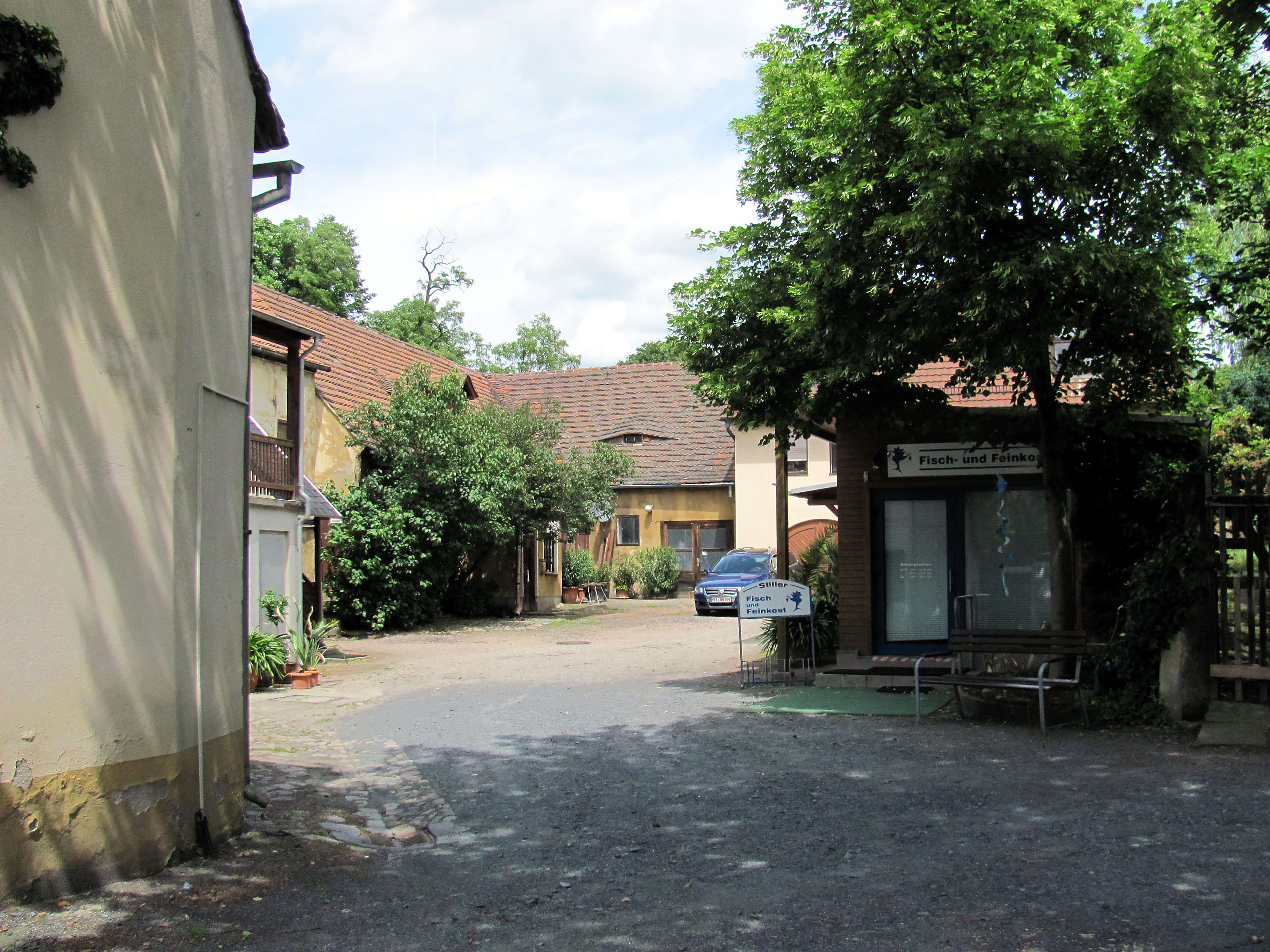
Innenraum des Gasthofsanwesen

Das Gasthofsgebäude selbst liegt traufseitig zur Meißner Straße. Mit seinen zum Augustusweg ausgerichteten Nebengebäuden gruppiert sich die Anlage U-förmig um einen Hof, der nach Osten offen ist.
Das Hauptgebäude ist ein zweigeschossiger Bau mit sieben Fensterachsen, der insgesamt, also einschließlich des Fachwerkobergeschosses, verputzt ist. Das hohe Dach ist nach Osten ein einseitiges Krüppelwalmdach, in dem sich zwei Fledermausgauben befinden. In der Mitte der Straßenansicht befindet sich die einfache Eingangstür. Das Wirtshausschild stammt von dem ortsansässigen Kunstmaler und „staatlich anerkannten Volkskunstschaffenden“ Friedrich-Erhard Lange (1913–1988).
In der linken Seitenansicht, also am Augustusweg, schließt sich ein zweigeschossiger Saalbau an, vor diesem steht ein erdgeschosshoher Vorbau mit einem Flachdach. Als zweiter Flügel des U schließt sich ein niedriger Wirtschaftsflügel im Norden an.
Die sich am Gasthof befindliche ehemalige Wartehalle des Haltepunkts Weißes Roß der Schmalspurbahn, eine 1884 geschlossene und umgebaute Veranda des Gasthofs, wurde 1935 abgerissen. Die heutige Wartehalle befindet sich direkt an der Station.

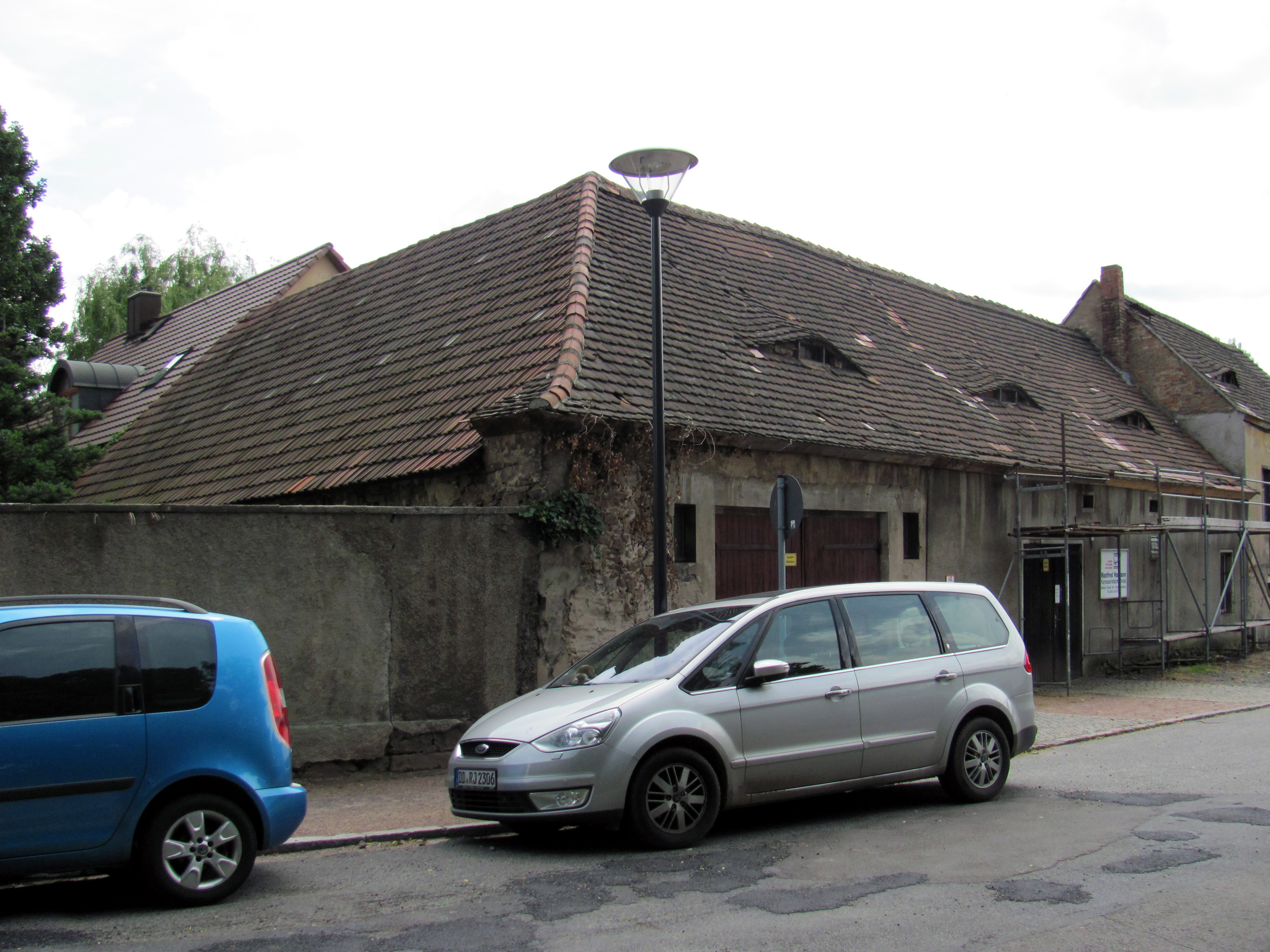
Wirtschaftsflügel Augustusweg, Wohnbau dahinter
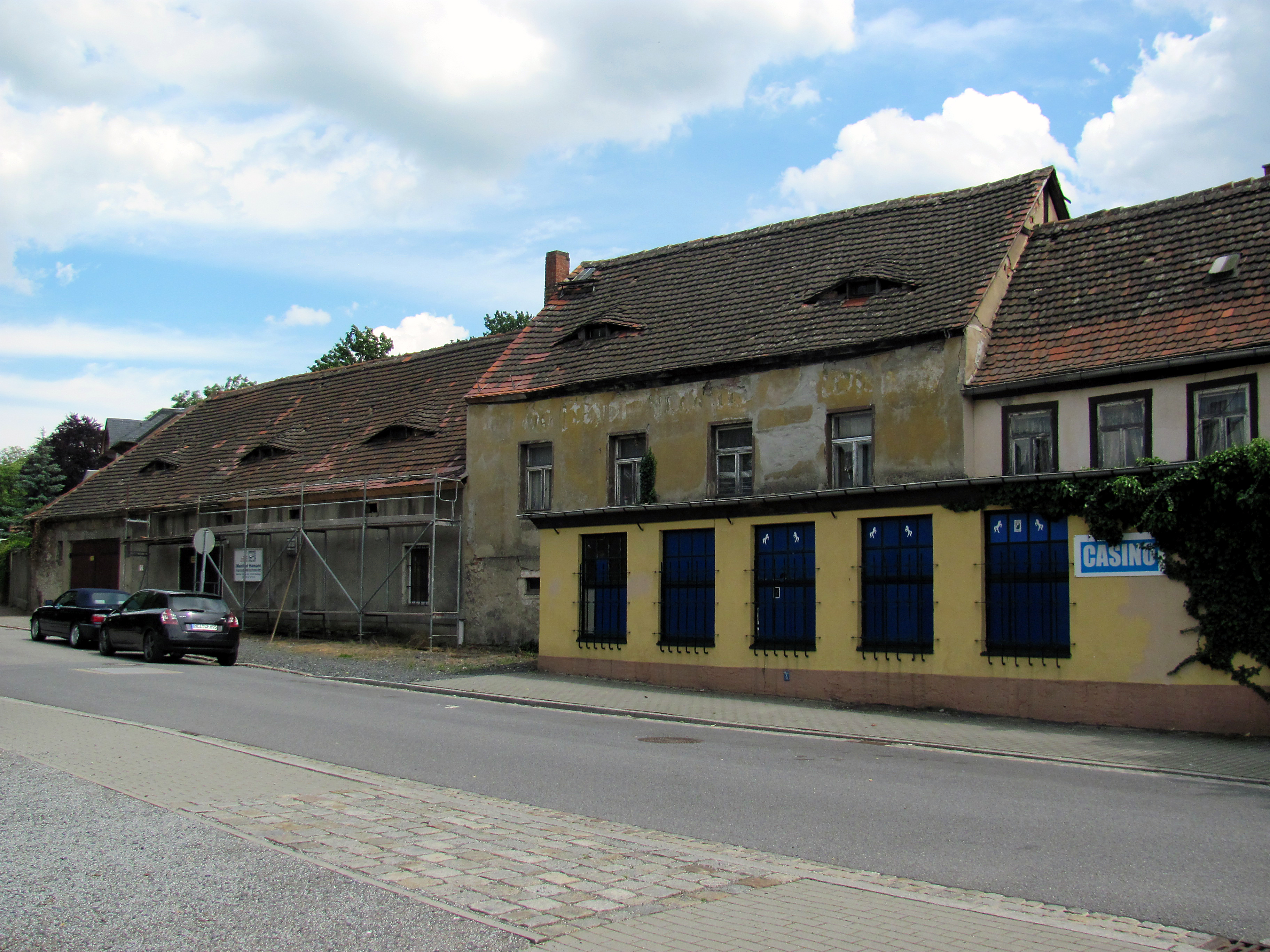
Saalbau mit beiden Eckgebäuden
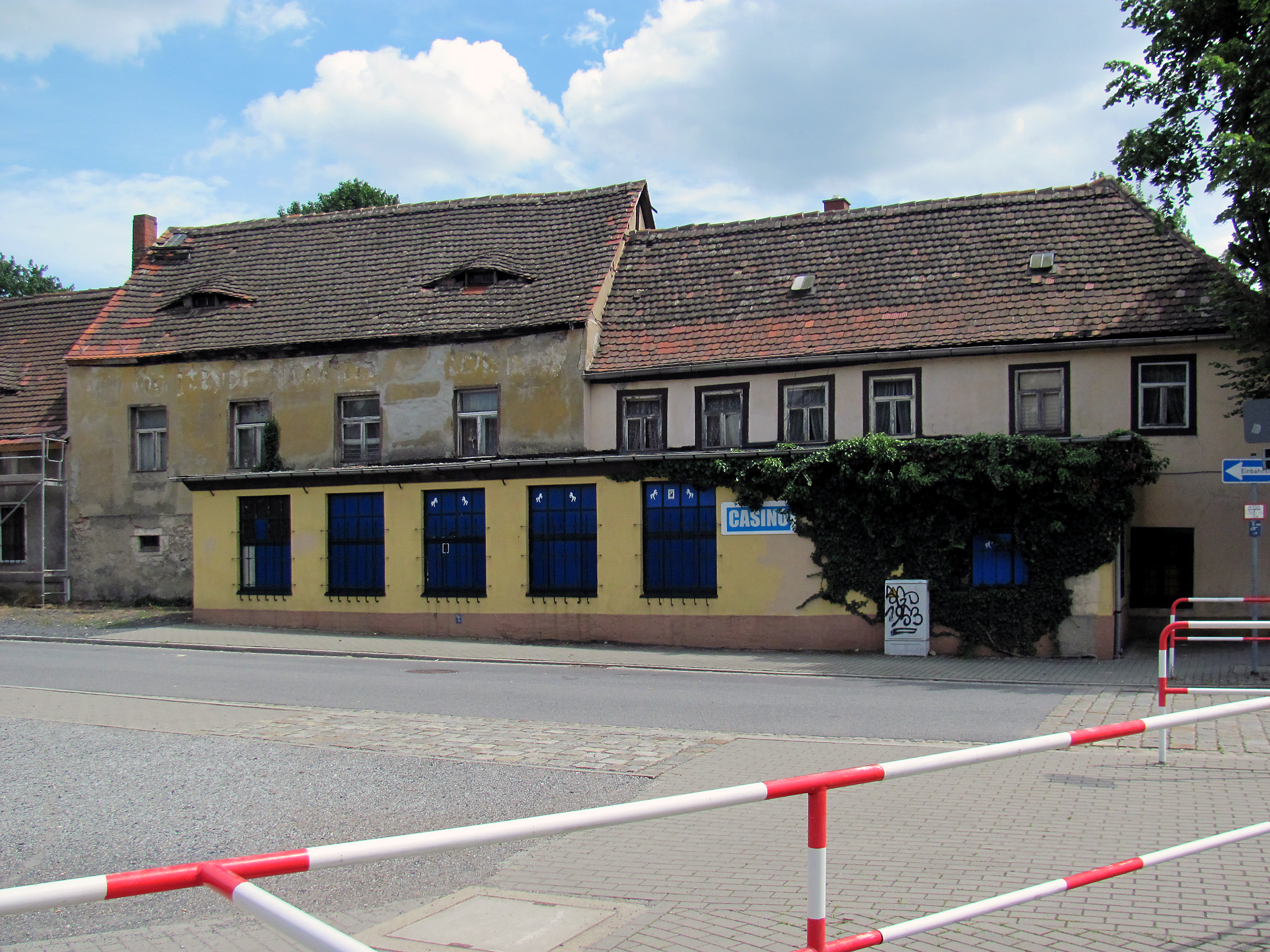
Eckgebäude Meißner Straße, Saalbau und Vorbau
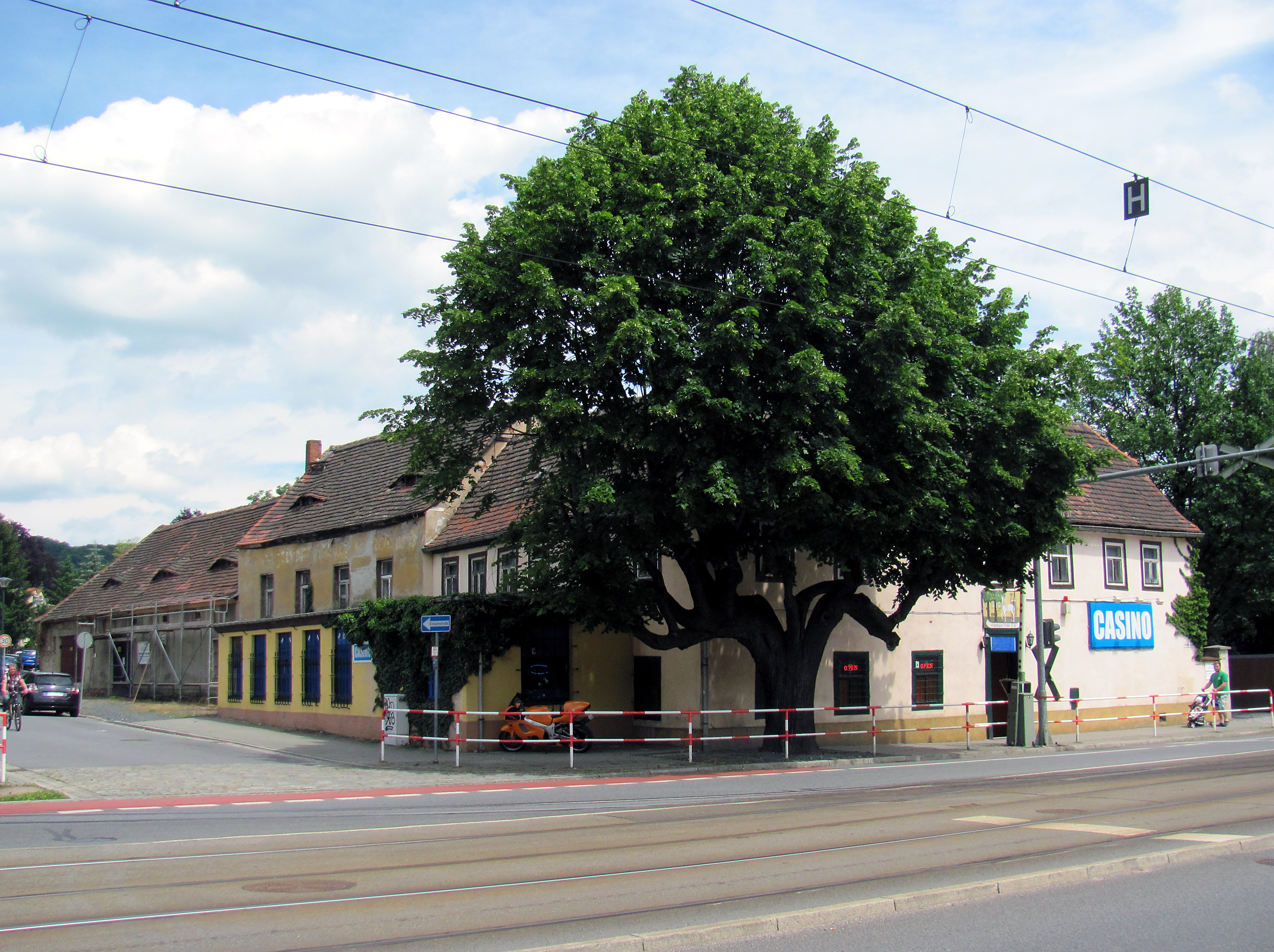
Eckansicht

## Geschichte

Berliner Meilenblätter (1781–1810): Meißnerischer Weinberg in der Bildmitte, rechts davon Gasthof „Weißes Roß“, am oberen Rand die Hoflößnitz

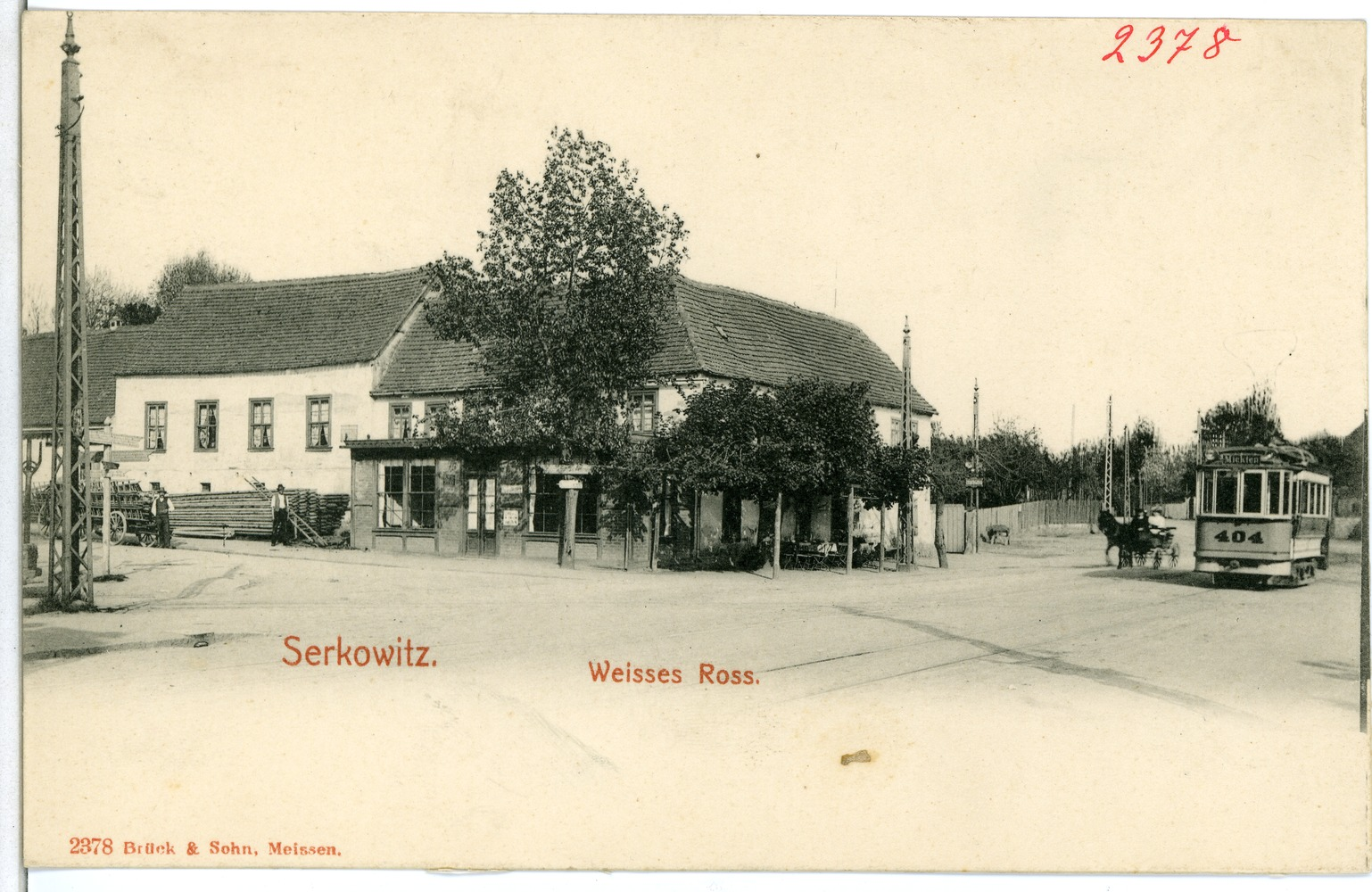
Der Gasthof 1902 mit einer „Lößnitzschaukel“

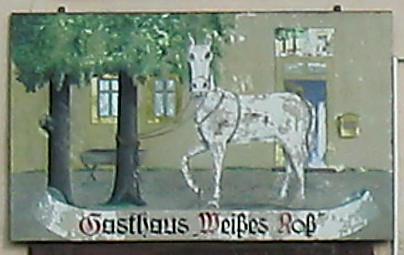
Wirtshausschild „Weißes Roß“

Am 18. Oktober 1784 befuhr eine Jagdgesellschaft mit Kurfürst Friedrich August dem Gerechten, dem späteren König Friedrich August I., die von der Elbe unterspülte alte Meißner Post- und Landstraße, die heutige Kötzschenbrodaer Straße. In Höhe des zum 100-jährigen Jubiläum des Ereignisses 1884 von Serkowitzer Bürgern gestifteten Wettin-Gedenksteins (Weiberstein) verhinderten zwei Bauersfrauen die Weiterfahrt der Kutschen, weil die Straße stark unterspült und von Abriss bedroht war, wodurch Kurfürst Friedrich August und seine Begleiter (u. a. Anton der Gütige) vor einem Unfall bewahrt wurden.
Aufgrund dieses Ereignisses wurden von 1785 bis 1788 umfangreiche Baumaßnahmen in der Elbe durchgeführt und bis 1788 die heutige Meißner Straße als neue Post- und Landstraße zwischen Dresden und Meißen angelegt.
Der Gasthof Serkowitz büßte als Kutschenhalt aufgrund der Verlegung der Straße an Bedeutung ein. Die Besitzer erhielten daher 1785 die Genehmigung, auf ihrer als Leibgedinge zum Gasthof gehörenden Weinbergsflur, dem Schenkenfeld, am sogenannten Zippel (auch Zipfel) einen neuen Straßengasthof direkt an der neuen Poststraße zu errichten. Der Gasthof entstand 1788 mit voller Gasthofsgerechtigkeit, also Ausschank, Schlachtrecht, Speisenangebot, Ausspanne sowie Beherbergung. Bis 1789 wurden alle Fachwerkgebäude für den neuen Besitzer Johann Andreas Arnold fertiggestellt, die Ställe boten 50 Pferden Platz. Um 1800 hieß der Gasthof Rößchen, erhielt jedoch bald seinen heutigen Namen.
Am 14. Dezember 1812 wechselte Napoléon Bonaparte, auf dessen Befehl in den Vorjahren die Poststraße zur Chaussee mit straßenbegleitenden Gräben und Alleebäumen ausgebaut worden war, auf der Rückkehr vom Russlandfeldzug dort die Pferde.
1861 erwarb Fleischermeister Lippmann den Gasthof, in dessen Familie er bis 1930 blieb. 1884 wurde mit dem Bau der Lößnitzgrundbahn eine Veranda zum Wartesaal umgebaut. Mit dem Bau der Lößnitzbahn wurde 1899 die Anbindung an Dresden noch weiter verbessert. Das letzte Pferdefuhrwerk wurde 1918 abgefertigt.
1931 übernahm Familie Stiller – Frau Stiller war eine direkte Nachfahrin des Fleischermeisters Lippmann – das Anwesen. Zwischen 1945 und 1949 befand sich in den Räumen des Gasthofs ein Dienstleistungsbetrieb der sowjetischen Armee. Danach konnte der Gaststättenbetrieb bis 1990 weitergeführt werden, ab 1958 unter der Regie der HO.
Nach 1990 wurde in dem stark sanierungsbedürftigen Gebäude ein Spielsalon eröffnet, zudem befinden sich dort Wohnungen sowie im Innenhof ein Fischgeschäft.